# 손상필
손상필(孫相弼, 1973년 9월 1일~)은 대한민국의 레슬링 선수, 지도자이다. 2000년 하계 올림픽에 참가했으며 세계 선수권 대회에서 남자 그레코로만형 라이트급 금메달 2개(1997, 1999), 동메달 1개(1998)를 획득했다.